# 水兵きき
水兵 きき（すいへい きき）は、日本の漫画家。神奈川県横浜市出身。男性。

## 経歴
デビュー作品は、『魔法少女るかなー』。
読み切りやイラスト掲載を中心に活動中で、サークル名「ふなのりはうす」として同人活動もしている。また、デビュー前はたかまるというペンネームを使用していた。
少年雑誌の限界に迫るエッチな作風で、代表作『みかにハラスメント』はドラマCD化もされた。
デビュー前は、『ヤングマガジンアッパーズ』で連載していたはっとりみつるの『イヌっネコっジャンプ!』および『おとぎのまちのれな』でアシスタントをしていた。
既婚者。妻は同人作家（pixiv×メディアファクトリーコミックエッセイ新人賞 第2回受賞者）の遊佐いつか。遊佐いつか側から見た結婚および妊活出産の経緯が『恋愛すっとばし婚』（KADOKAWAメディアファクトリー 刊）として書籍化されている（水兵きき自身も同書の幕間及びあとがきにゲストとして寄稿している）。
連載の無い期間は収入が無いにもかかわらず、家事や育児を妻に任せきりで自身は同人誌の執筆に専念していることを妻に漫画で度々暴露されている。

## 主な作品

### 連載
- みかにハラスメント（ガンガンパワード2004年夏季 - 冬季号掲載）単行本全1巻
- みんなのノラ猫 ネコミコたま（にゅーあきば.こむ、不定期連載、中断中）
- おまかせ! さやなのもえろ部（電撃萌王）単行本全1巻、未収録話多数
- 葵さまがイかせてアゲル♥（月刊少年ライバル2008年5月号（創刊号） - 2009年9月号）単行本全2巻
- あいは呪いの日本人形♥（ガンガンONLINE2008年10月 - 2009年4月）単行本全1巻
- 天使のKATTE♥〜テンシノカッテ〜（チャンピオンRED いちごVOL.19 - VOL.23）単行本全1巻。VOL.19は読切、VOL.20よりシリーズ化
- おしおきワンだふる（チャンピオンRED いちごVOL.24 - VOL.26）未収録
- 魔王だけどレベル1なのでカノジョたちに守ってもらいます!（デジコレＧENERAL2023年3月 - 2024年8月）単行本 全4巻（電子書籍のみ）

### 読切
- 魔法少女るかなー（ガンガンパワード2003年冬季号掲載）単行本『みかにハラスメント』に収録
- かすみ♂（ガンガンパワード2004年春季号掲載）単行本『みかにハラスメント』に収録
- CDたん（月刊少年ガンガン2005年2月号掲載）
- このは秘伝帖（ガンガンパワード2005年春季号掲載）単行本『あいは呪いの日本人形♥』に収録
- むくどり忍び中!!（ガンガンパワード2005年夏季号掲載）単行本『あいは呪いの日本人形♥』に収録
- ウシチチ!（ガンガンパワード2005年冬季号掲載）単行本『あいは呪いの日本人形♥』に収録
- アルピまにあっくす!（まんがタイムきららフォワード第4号掲載）
- 着せかえ☆生徒会長（妹アンソロジー）
- 妹コマンドゼロ（シスター―）（ガンガンパワード2007年10月号 No.8）単行本『あいは呪いの日本人形♥』に収録
- クイーンズブレイド 4コマまんが（クイーンズブレイド.TV）
- オトコの娘アイドル☆アキラ（女装少年アンソロジー）
- あくまなマナ（チャンピオンRED いちごVOL.18）単行本『天使のKATTE♥〜テンシノカッテ〜』に収録

### 同人誌
- 水兵きき式ひぐらしでハラスメント(ひぐらしのなく頃にの同人誌）
- ありえないナリ!?芸術の『咲』（ふたりはプリキュアの同人誌）
- 水兵ききのまほネギあれんじ（魔法先生ネギま!の同人誌）
- 水兵きき式ひぐらしでハラスメント2(続編）
- 水兵ききのウィッチーズ下着事情（ストライクウィッチーズの同人誌）
- 水兵ききのみかにみかハラ2010〜透明人間のせかい〜（みかにハラスメントの18禁セルフパロディ）
- 水兵ききのみかにみかハラ・リメイク〜みかに犬のせかい〜（同上。ガンガンに掲載した「犬のせかい」のリメイク）
- 水兵ききのみかにみかハラ・リメイク2〜みかに『オトコノコ』のセカイ〜

## 備考
出版社のホームページや雑誌等の誤植により、作者名が「水兵さき」や「水平きき」等となっている場合が何度かあった。